# Poienarii de Argeș
Poienarii de Argeş é uma comuna romena localizada no distrito de Argeş, na região de Muntênia. A comuna possui uma área de  km² e sua população era de 1140 habitantes segundo o censo de 2007.